# ملكة جمال الدولية 2002
ملكة جمال الدولية 2002، هي نسخة مسابقة ملكة جمال الدولية الثانية والأربعون في تاريخ مسابقة ملكة جمال الدولية منذ انطلاقتها عام 1960، عقدت المسابقة في 30 سبتمبر 2002 في فندق سينتري حياة، في طوكيو ، اليابان، شهد هذا العام تنافس سبعة وأربعون متسابقة من جميع أنحاء العالم للفوز باللقب، في نهاية الحدث توجت كريستينا صوايا من لبنان من قبل ملكة جمال السابقة ماوغوجاتا روجنيتسيكا من بولندا.

## النتائج

### المراكز النهائية
| النتائج النهائية       | المتنافسة |
| ---------------------- | --- |
| ملكة جمال الدولية 2002 | - لبنان - كريستينا صوايا |
| الوصيفة الأولى         | - فرنسا - إيمانويل جاغودنسكي |
| الوصيفة الثانية        | - اليابان - هانا أوروشيما |
| أفضل 12                | - جمهورية التشيك - لينكا تاوسيغوفا - جمهورية الدومينيكان - جيمي هيرنانديز - كوريا - جي يون جوو - نيكاراغوا - ماريانيلا لاكايو - بولندا - مونيكا أنغيرمان - السنغال - مامي ديارا مبالو - أسبانيا - لورا إسبينوزا - تايلاند - بيانوتش خامبون - تركيا - نيهون اكوس |

## الروابط الخارجية
- موقع ملكة جمال الدولية الرسمي